# Листоїд зелений м'ятний
Листоїд зелений м'ятний (лат. Chrysolina herbacea) — вид жуків підродини хрізомелін з родини листоїдів. Поширений у Південній, Центральній та Східній Європі, Малій Азії, на Кавказі, в Ірані, Центральній Азії (Туркменістан) та Сибіру. Довжина тіла жуків 8—11 мм.

## Екологія
Жуки годуються листям м'яти, на якій жуки іноді зустрічаються у величезній кількості. Жуки живляться м'ятою таких видів: м'ята водна, м'ята польова та м'ята довголиста. Крім м'яти, кормовими рослинами можуть слугувати й інші представники родини ясноткових: пахучка (душевка польова та пахучка звичайна).

### Природні вороги
Перетинчастокрилі-ендопаразитоїди виду Anaphes chrysomelae (з родини Mymaridae) відкладають яйця в личинок жуків. Личинки мух-тахин виду Macquartia tenebricosa є ендопаразитоїдами личинок жуків.

## Підвиди
- Chrysolina herbacea alacris (Bechyné, 1950) — Мала Азія[2];
- Chrysolina herbacea caucasica (Motschulsky, 1860) — Кавказ[2];
- Chrysolina herbacea herbacea (Duftschmid, 1825) — Європа, Сибір[2];
- Chrysolina herbacea recticollis (Motschulsky, 1860) — Вірменія, Мала Азія[2];
- Chrysolina herbacea talyshana (Bechyné, 1950) — Талиші, Ельбрус[2];